# Kento Yabuuchi
Kento Yabuuchi (født 21. januar 1995) er en japansk fodboldspiller, som spiller for den japanske fodboldklub Iwate Grulla Morioka.